# Alexandre Krieps
Pour les articles homonymes, voir Krieps.
Alexandre Krieps, né le 25 juin 1946 à Guildford (Royaume-Uni), est un homme politique luxembourgeois,.

## Biographie

### Études et formations
Après des études classiques à l'Athénée de Luxembourg (section latin-sciences), il poursuit des études à la Faculté de médecine de Montpellier.

### Carrière professionnelle
Alexandre Krieps est médecin généraliste, installé à Luxembourg depuis le 1er septembre 1975 et habite aujourd'hui à Medingen.

### Carrière politique
En 1973, il devient membre du Parti démocratique.
Il est membre du Lions Club « Roude Léiw » depuis 1983. Il a été, entre autres, joueur de football aux Red-Boys de Differdange, joueur de handball au Standard de Bonnevoie et longtemps membre de l'European Ethical Review Committee de Louvain. Il est président de la Fédération luxembourgeoise de rugby.
De 1990 à 1994, Alexandre Krieps a été membre du Board de l'American International School et il a assumé la fonction de Président de la Circonscription du Centre du DP de 2000 à 2005. Il a été député de 1999 à 2004 et d’octobre 2006 à 2009. En 2006, il remplace Niki Bettendorf, démissionnaire pour limite d'âge. Depuis le 9 octobre 2012, il siège à nouveau au sein de la Chambre des députés et a été réélu en octobre 2013.
Il est actuellement vice-président de la Commission des Comptes, de la Commission du Contrôle de l'exécution budgétaire et membre de la Commission de la Santé, de l'Égalité des chances et des Sports.
Alexandre Krieps est également vice-président de la Commission de la Force publique, membre de la Commission du Travail, de l'Emploi et de la Sécurité sociale, membre effectif de l'Assemblée parlementaire de l'OTAN et membre du Groupe interparlementaire du scoutisme.

### Vie privée
Alexandre Krieps est le fils d'Émile Krieps (1920-1998), résistant et homme politique luxembourgeois. Alexandre Krieps est marié et père de quatre enfants.

## Détail des mandats et fonctions

### Membre de la Chambre des députés
- Député depuis le 13/11/2013
- Député du 09/10/2012 au 06/10/2013
- Député honoraire du 13/10/2009 au 09/10/2012
- Député du 10/10/2006 au 07/06/2009
- Député du 13/07/1999 au 05/06/2004

### Fonctions
- Membre du Parti démocratique depuis 1973
- Membre du groupe politique démocratique depuis le 09/10/2012
- Vice-Président de la Commission des Comptes depuis le 05/12/2013
- Membre de la Commission de la Santé, de l'Égalité des chances et des Sports (sauf pour le volet Sports) depuis le 05/12/2013
- Vice-Président de la Commission de la Force publique depuis le 05/12/2013
- Membre de la Commission du Travail, de l'Emploi et de la Sécurité sociale depuis le 05/12/2013
- Membre effectif de la Délégation auprès de l'Assemblée parlementaire de l'OTAN depuis le 05/12/2013
- Membre du Groupe interparlementaire du scoutisme depuis le 10/12/2013

### Fonctions antérieures
- Membre de la Commission du Contrôle de l'exécution budgétaire du 05/12/2013 au 31/03/2014
- Membre du Groupe interparlementaire du scoutisme du 24/05/2013 au 06/10/2013
- Membre effectif de la Délégation luxembourgeoise auprès du Conseil parlementaire interrégional (CPI) du 09/10/2012 au 06/10/2013
- Membre de la Commission du Travail et de l'Emploi du 09/10/2012 au 06/10/2013
- Membre de la Commission de la Santé et de la Sécurité sociale du 09/10/2012 au 06/10/2013
- Membre de l'Association des Anciens Députés (AAD) jusqu'au 09/10/2012
- Membre du Groupe politique DP jusqu'au 07/06/2009
- Membre du Groupe interparlementaire du scoutisme du 19/10/2005 au 07/06/2009
- Membre suppléant de la Délégation luxembourgeoise auprès du Conseil Parlementaire Interrégional (CPI) du 10/10/2006 au 07/06/2009
- Membre suppléant de la Délégation luxembourgeoise à l'Assemblée parlementaire de l'Organisation pour la Sécurité et la Coopération en Europe (OSCE) du 10/10/2006 au 07/06/2009
- Vice-Président de la Commission du Travail et de l'Emploi du 08/01/2008 au 07/06/2009
- Membre de la Commission du Travail et de l'Emploi du 10/10/2006 au 08/01/2008
- Membre de la Commission de la Santé et de la Sécurité sociale du 10/10/2006 au 07/06/2009
- Membre de la Commission de la Santé et de la Sécurité sociale du 12/08/1999 au 05/06/2004
- Membre effectif de la Délégation luxembourgeoise à l'Assemblée parlementaire de l'Organisation pour la Sécurité et la Coopération en Europe (OSCE) du 12/08/1999 au 05/06/2004
- Membre de la Commission spéciale "Stupéfiants" du 13/03/2002 au 05/06/2004
- Membre de la Commission spéciale "Plan d'action national en faveur de l'emploi" du 12/08/1999 au 05/06/2004
- Membre de la Commission de l'Enseignement supérieur, de la Recherche et de la Culture du 12/08/1999 au 05/06/2004
- Membre de la Commission des comptes du 14/10/2003 au 05/06/2004
- Vice-Président de la Commission du contrôle de l'exécution budgétaire du 10/10/2000 au 05/06/2004

### Mandats communaux et professions
- Médecin généraliste